# Elsmere (Kentucky)
Elsmere is een plaats (city) in de Amerikaanse staat Kentucky, en valt bestuurlijk gezien onder Kenton County.

## Demografie
Bij de volkstelling in 2000 werd het aantal inwoners vastgesteld op 8139.
In 2006 is het aantal inwoners door het United States Census Bureau geschat op 7884, een daling van 255 (-3,1%).

## Geografie
Volgens het United States Census Bureau beslaat de plaats een oppervlakte van
6,5 km², geheel bestaande uit land.

## Plaatsen in de nabije omgeving
De onderstaande figuur toont nabijgelegen plaatsen in een straal van 8 km rond Elsmere.